# Abrachmia justa
Abrachmia justa är en fjärilsart som beskrevs av Edward Meyrick 1910. Abrachmia justa ingår i släktet Abrachmia och familjen Lecithoceridae. Inga underarter finns listade i Catalogue of Life.